# Ostrogniew
Ostrogniew – staropolskie imię męskie, złożone z dwóch członów: Ostro- ("ostry") i -gniew ("gniew"). Mogło oznaczać "tego, którego gniew jest gwałtowny".